# Sint-Alexiusbegijnhof
Het Sint-Alexiusbegijnhof is een begijnhof in de Belgische stad Dendermonde. Het telt 61 huizen die rond een trapeziumvormig binnenplein zijn opgetrokken. Het bestaat op deze plaats sinds 1288.
Vele jaren werden hier eind augustus de Begijnhoffeesten gehouden. In augustus 2005 vonden de laatste Begijnhoffeesten plaats. Ze werden opgedragen aan organisator Luc Dierick, die omgekomen was na een ongeval.
Oorspronkelijk werden deze feesten georganiseerd om geld in te zamelen voor de restauratie van het begijnhof.

## Geschiedenis

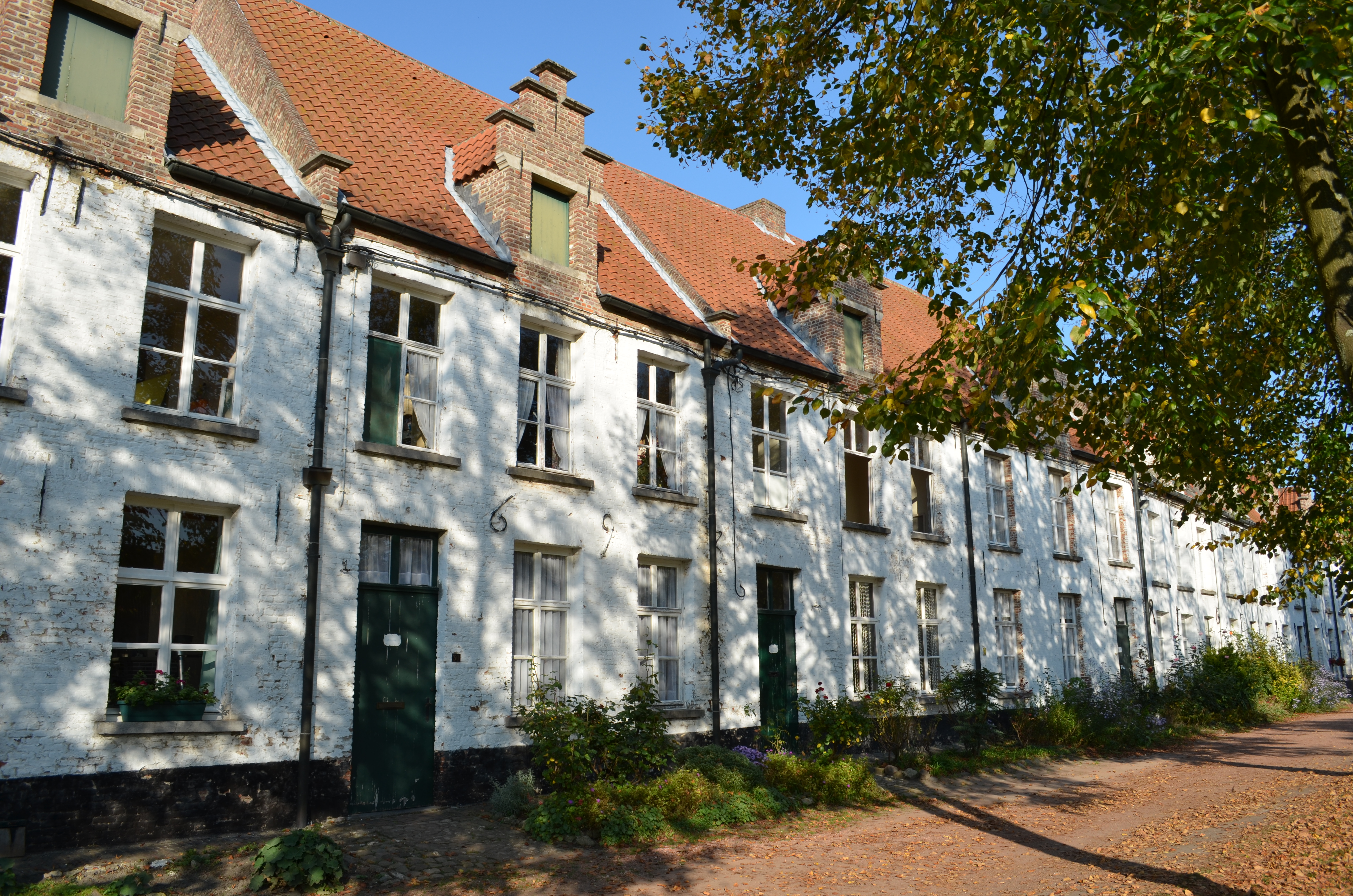
Begijnhofhuizen

Vermoedelijk tussen 1260 en 1272 ontstond in Dendermonde een kleine begijnengemeenschap. In 1288 namen de meeste begijnen hun intrek in een volledig omwald hof. Ze kregen van Robrecht van Bethune (1294) de toelating rond hun kapel een ommuurd kerkhof aan te leggen. Uit de periode 1450-1519 zijn 369 begijnen met naam bekend. In 1578 brak in Dendermonde een beeldenstorm uit. De kerk werd daarbij door geuzen in brand gestoken en de huizen geplunderd en gedeeltelijk verwoest.
Na 1584 begon de heropbouw. Het aantal begijnen liep eerst op van 25 in 1601 tot 250 in 1691, maar vanaf 1700 tekende zich een langzame achteruitgang af. Na de Franse Revolutie werd in 1797 het begijnhof afgeschaft; de goederen werden toegewezen aan de Burgerlijke Godshuizen. Het stadsbestuur verkocht het pand in 1866 aan de Gentse baron Frederik Charles van der Brugghen-de Naeyer, die er 170.027 frank voor betaalde en het nadien aan de begijnen verhuurde.
In het tweede kwart van de 19e eeuw onderging het begijnhof vaak ingrijpende verbouwingen. Na 1866 beschikten de begijnen niet meer over de nodige middelen om de woningen degelijk te onderhouden. Hieruit resulteerde een steeds verder schrijdend verval, waardoor heel wat waardevolle elementen verloren gingen. In 1975 werden er aan het beschermde monument voor het eerst instandhoudingswerken uitgevoerd (daken, lood- en zinkwerk, riolering). Onder leiding van architect A. Van Weyenbergh werd in mei 1990 begonnen met de restauratie van de daken van 30 woningen. Nadien komen de bestrating en groepsgewijze de resterende woningen aan de beurt.
De in 1914 vernielde begijnhofkerk werd in 1927-1928 door de huidige kerk vervangen. De meeste huizen dateren uit de periode 1604-1660.
Met het overlijden van grootjuffrouw Ernestine De Bruyne verdween in 1975 het laatste begijntje uit het Dendermondse stadsbeeld. Ze werd 104 jaar. Om de herinnering aan de begijnen niet te laten verloren gaan, werd in 1980 overgegaan tot de oprichting van een begijnhofmuseum.
Het begijnhof werd in 1942 beschermd als landschap. De verschillende huisjes werden in 1971 beschermd als monument en in 1991 werd de binnenkoer en de verbindingsweg ernaartoe eveneens als monument beschermd. In 1998 werd het met twaalf andere Vlaamse begijnhoven opgenomen op de werelderfgoedlijst van UNESCO.

## Evenementen
Sinds 2023 worden er in juli op het binnenplein jaarlijks Pijndersfeesten georganiseerd door de Gilde der Vrije Pijnders. Dit driedaags evenement omvat muzikale optredens, kinderanimatie en centraal binnen het gebeuren, de Pijndersspelen, waarbij verschillende pijndersverenigingen het tegen elkaar opnemen in proeven op kracht en behendigheid.